# Wani Books
Wani Books Co., Ltd. (ワニブックス株式会社 Wani Bukkusu Kabushiki Gaisha) er et japansk forlag med fokus på manga-relaterede publikationer, herunder magasiner og bøger. Virksomheden blev etableret i november 1979. og forlaget udgiver manga magasinet Comic Gum.

## Bøger
- Koe de Oshigoto!